# Б'янка Ганна Григорівна
Б'янка (Бондаренко) Ганна Григорівна (нар. 8 серпня 1978, c.Дрімайлівка, Чернігівська область, УРСР) — Голова Громадської волонтерської організації «Час для нас», благодійниця, громадська активістка, старша викладачка кафедри соціальної педагогіки і соціальної роботи Ніжинського державного університету ім. Миколи Гоголя, психотерапевтка в методі позитивної психотерапії.

## Біографія
Народилася у родині колгоспника та статистикині Центрального Статистичного Управління Куликівського району, Чернігівської області, (станом на 2020 рік Чернігівський район, Чернігівської області)
У 1984-1993 роках навчалася у Дрімайлівській загальноосвітній школі I-II ступенів.
У 1993-1995 роках здобувала загальну середню освіту у Вересоцькому ліцеї.
У 1995-1999 роках навчалася у Чернігівському державному педагогічному університеті імені Т. Г. Шевченка за спеціальністю «Початкове навчання» та по закінченню вишу отримала кваліфікацію «Вчителька початкових класів». За ці роки, отримала перший досвід роботи працюючи вожатою у дитячому таборі.
З 10 листопада 1999 року по 2003 рік працювала вчителем у школі в селі Максим, Козелецького району (станом на 2020 рік Чернігівський район), де і почала писати кандидатську дисертацію.
У 2003-2005 роках лаборантка кафедри соціальної педагогіки Ніжинського державного університету імені Миколи Гоголя.
У 2005-2015 роках аспірантка кафедри педагогіки Ніжинського державного університету імені Миколи Гоголя. Тема дисертаційного дослідження — «Дидактичні умови організації групових форм навчально-пізнавальної діяльності учнів у малокомплектній початковій школі» 13.00.09 — Теорія навчання.
У 2015 році закінчила аспірантуру в Ніжинському державному університеті імені Миколи Гоголя. Починає працювати у штаті кафедри соціальної педагогіки і соціальної роботи на посаді асистентки.
З 2015 року під її керівництвом була створена волонтерська група «Час для нас». Яка надавала волонтерські послуги в різних соціальних установах міста: Ніжинському будинку-інтернату, Територіальному центру соціального обслуговування Ніжинської міської ради, Ніжинському центру соціально-психологічної реабілітації, Ніжинському соціальному гуртожитку і службі у справах дітей Ніжинської міської ради і Центру комплексної реабілітації для дітей з інвалідністю «Віра». Сама назва показує сутність організації, основний напрямок якої — волонтерство. З 2019 року волонтерська група на базі кафедри соціальної педагогіки і соціальної роботи Ніжинського державного університету імені Миколи Гоголя і, спочатку діяла, як ініціативна волонтерська група. У 2020 році зареєстрували ГО. З 2022 року з початком повномасштабного вторгнення почали підписувати офіційно договори з волонтерами і видавати посвідчення
У 2017 році успішно завершила та виконала сертифікаційні програми Базового курсу з позитивної психотерапії відповідно до стандартів Всесвітньої Асоціації Позитивної психотерапії та Українського Інституту Позитивної Крос-культурної психотерапії та менеджменту.
З 2018 року є дійсним членом Європейської Асоціації Психотерапії, Української Спілки Психотерапевтів
У 2021р. успішно завершила та виконала сертифікаційні умови програми Психотерапевта за напрямом позитивна психотерапія Насрата Пезешкіана. Виконала фахові кваліфікаційні вимоги програми майстер-курсу, узгоджені зі стандартами WAPP, EAP, УСП та УІПП.

Коротке висвітлення діяльності Ганни Б'янки

 У 2019 році закінчила магістратуру з відзнакою у Ніжинському державному університеті імені Миколи Гоголя за спеціальністю 231 «Соціальна робота» та отримала кваліфікацію магістр соціальної роботи, керівник соціальним закладом, викладач вищого навчального закладу.
У 2022 році працювала у БФ «Карітас Київ» на посаді соціальний педагог.
З лютого 2023р. працювала на посаді менеджерки проєкту "Вільна"
У 2023-2024 роках проєктна менеджерка проєкту «Центр Життєстійкості. Місце Сили Ніжин»
З 2024 року навчається на магістратурі за спеціальністю 053 «Психологія» за напрямом «Клінічна психологія з основами психотерапії» у Ніжинському державному університеті імені М.Гоголя

## Нагороди

### Всеукраїнські
- Медаль ПЦУ «Хрест Свободи» (2024 р.)
- Подяка БО «БФ «СпівДія»» (2024 р.)
- Медаль «За працю і звитягу» Указом Президента України (2023 р.)[14][15]
- Медаль «Волонтер України»
- Медаль «Волонтер України» від «Спілки ветеранів АТО та спеціальних операцій» (2023 р.)
- Медаль «Волонтер України» від 72-ї окремої механізованої бригади імені Чорних Запорожців (2023 р.)

###### Обласні
- Подяка Голови Чернігівської ОВА (2022 р.)
- Переможниця ХІ та ХІІ конкурсів «Благодійник року» ім. Меценатів Тарновських у номінації «Благодійник року - вдячність волонтеру» (2019 р. та 2020 р.)
- Подяки за співпрацю та підтримку волонтерського руху ГО «Сила матері», ГО «Спілка самаритян Чернігівське об’єднання», Фундації соціальних інновацій «З країни в країну»,БФ «Львівська освітня фундація» (2017-2019 рр.)

###### Міські
- Грамоти і подяки міського голови м. Ніжин, як волонтер і керівник волонтерської групи «ЧАС ДЛЯ НАС»; Ніжинського міського Товариства Червоного Хреста України; Ніжинського молодіжного центру, Територіального центру соціального обслуговування. (2018 р., 2019 р., 2020 р.)
- Переможниця міського конкурсу «Жінка року-2018» у номінації «Волонтер року».
- Університетські - Грамоти Ніжинського державного університету імені Миколи Гоголя (2019 р.,2020 р.)

## Сімейний стан
У 2003 році одружилася. У 2006 році народилася донька Євгенія.
У 2011 році народилася донька Анастасія.
У 2018 році напередодні дня закоханих познайомилась на волонтреському заході з Томасом Б'янкою, після чого одружилася 7 вересня 2020 року.

## Див.також
- Громадська організація "ЧАС ДЛЯ НАС"